# فرانسيسكو ميغليوري
فرانسيسكو ميغليوري (بالإيطالية: Francesco Migliore)‏ (17 أبريل 1988 في أريتسو) لاعب كرة قدم إيطالي يلعب حاليا لصالح نادي الدرجة الأولى مونز البلجيكي في مركز الظهير الأيسر .

## المسيرة الرياضية
بدأ ميغليوري مسيرته الرياضية ناشئا في نادي نيس كافيغليا ثم انتقل إلى نادي ليون سنة 2004 قضى فيه 4 مواسم حيث شارك بصفة أساسية مع الفريق الرديف في دوري الهواة . في صيف 2008 خضع لفترة تجربة في نادي مونز البلجيكي مما دعا إدارة النادي للتعاقد معه .

## روابط خارجية
- فرانسيسكو ميغليوري على موقع قاعدة بيانات كرة القدم.إي يو (الإنجليزية)
- فرانسيسكو ميغليوري على موقع Soccerway.com (الإنجليزية)
- فرانسيسكو ميغليوري على موقع عالم كرة القدم.نت (الإنجليزية)
- فرانسيسكو ميغليوري على موقع كووورة